# T (SAB)
T är ett signum i SAB.

## TMatematik
- Ta Matematik: allmänt
  - Tac Mängdlära
  - Tad Ordnade algebraiska strukturer
  - Tag Grafteori
  - Tak Numerisk analys
    - Takk Approximationer

  - Tal Tillämpad matematik
    - Tala Matematisk programmering
      - Talaa Linjärprogrammering

    - Talk Kryptografi

  - Tam Matematiska lekar
- Tb Aritmetik
- Tc Algebra
  - Tce Kombinatorik
  - Tch Abstrakt algebra
    - Tchb Ekvationsteori
    - Tche Linjär och Multilinjär algebra
    - Tchf Gruppteori

  - Tck Talteori
- Td Matematisk analys
  - Tda Reella funktioner
  - Tdb Serier
  - Tdc Integral- och differentialkalkyl
  - Tdd Variationskalkyl och optimering
  - Tdg Funktionalanalys
  - Tdh Funktioner av komplexa variabler
- Te Geometri
  - Tea Euklidisk geometri
  - Teh Icke-euklidisk geometri
  - Tej Trigonometri
  - Tep Topologi
- Tf Mått, mål och vikt
- Th Sannolikhetskalkyl och matematisk statistik
  - Tha Sannolikhetskalkyl
  - Thi Matematisk statistik
    - Thib Stickprovsteori